# Pedro Miguel Sousa Freitas
Pedro Miguel Sousa Freitas (sinh ngày 31 tháng 10 năm 1986) là một cầu thủ bóng đá người Bồ Đào Nha thi đấu cho Vilaverdense ở vị trí thủ môn.

## Sự nghiệp bóng đá
Vào ngày 26 tháng 7 năm 2014, Freitas có màn ra mắt cho Santa Clara trong trận đấu tại Cúp Liên đoàn bóng đá Bồ Đào Nha 2014–15 trước Olhanense, khi anh đá chính hết trận.